# 西商高速公路
西安至商州高速公路，简称西商高速，是中国国家高速公路网沪陕高速公路（G40）在陕西省境内的重要路段，也是陕西省“2367”高速公路网省会辐射线之一“西商线”的组成部分。起于西安绕城高速公路田王枢纽立交，经西安市灞桥区洪庆街道，蓝田县华胥镇、洩湖镇、三里镇、普化镇、玉山镇、灞源镇，商洛市商州区李庙镇、岔口铺、板桥镇、大赵峪，止于商洛市商州区生王村，与商界高速公路相接。主线全长118.975公里，联络线7公里，总投资约130亿元人民币。于2008年12月24日开工，2012年8月14日建成通车，2015年12月3日通过竣工验收。由陕西省交通建设集团公司西商分公司负责运营管理。是第一条穿越秦岭、沟通关中和陕南经济区的六车道高速公路。

## 工程规模
主线全长118.975公里，路线起点至营坡段18.69公里为双向八车道，设计速度120公里/小时；营坡段至玉山为双向六车道，设计速度100公里/小时；玉山至腰市44.25公里为双向六车道，设计速度80公里/小时；腰市至终点29.925公里为双向六车道，设计速度100公里/小时；商州联络线3.9公里为双向四车道，设计速度100公里/小时。
全线共有隧道21座，其中特长隧道10420米/2座、长隧道14700米/8座、中隧道5520米/8座；桥梁179座，其中特大桥9188米/4座，大桥27521米/94座；桥隧占总里程的57%，秦岭山区段桥隧比例达到96.5%，设枢纽及互通立交12处，服务区2处。
2019年12月8日，西商高速公路荣获2018-2019年度国家优质工程奖。

### 秦岭灞源隧道

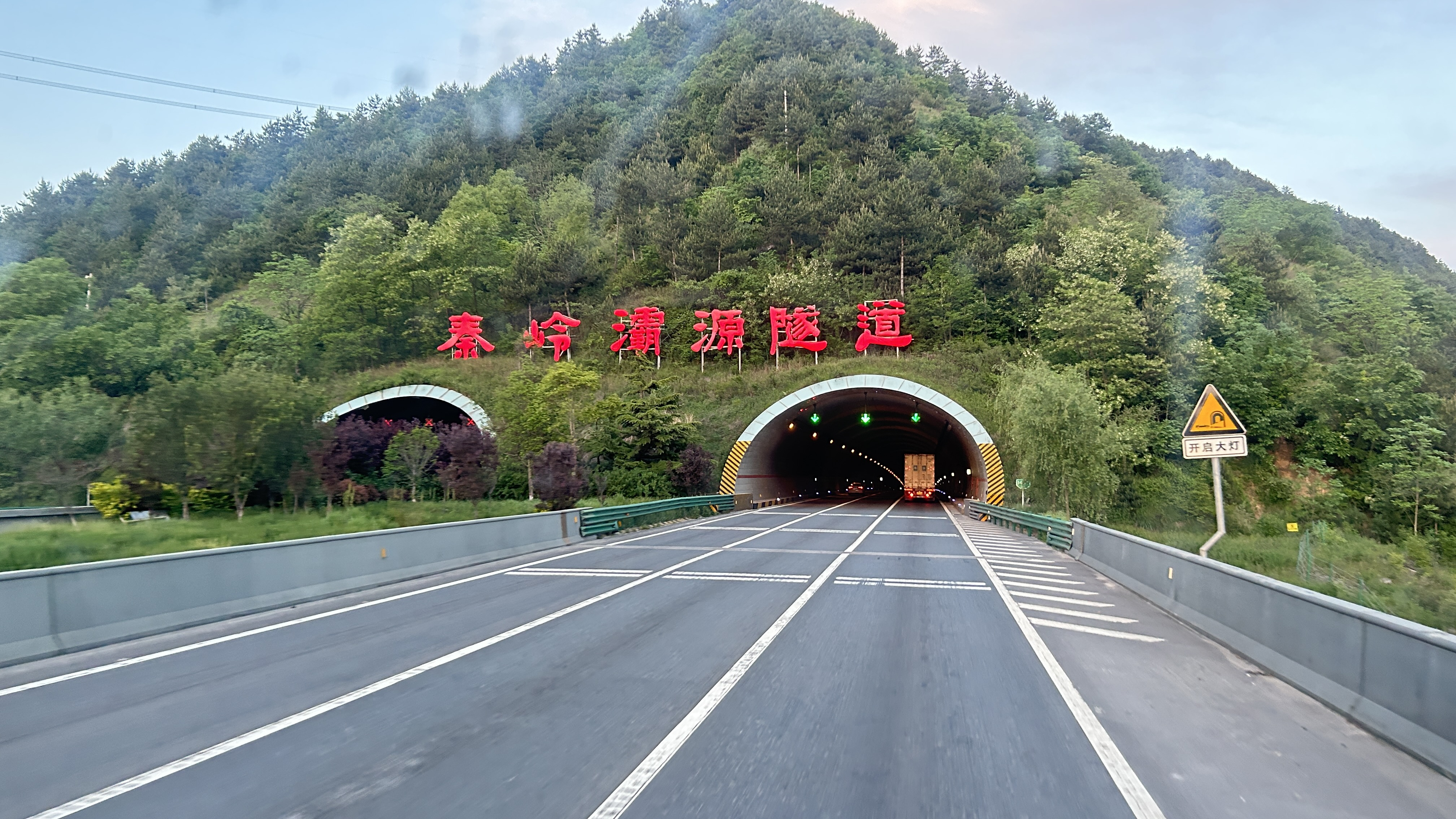
秦岭灞源隧道

双向六车道，左洞长5445米，右洞长5450米。2009年7月24日开工建设，2012年3月28日双洞全部贯通。

### 黄沙岭隧道
进口位于甘沟口村东，出口位于苏家村西，左线长3979米，右线全长4017米，建设标准为双向六车道，建筑净宽14.5米，净空限界高度5.2米，设计速度100公里/小时。2011年9月顺利贯通。

## 建设历程
- 2008年12月24日，西商高速公路开工。
- 2010年12月6日，西商高速公路工程可行性研究报告获中华人民共和国国家发展和改革委员会批准[6]。
- 2011年4月11日，西商高速公路初步设计正式获得中华人民共和国交通运输部批复[7]。
- 2012年3月21日，陕西省交通运输厅批准成立陕西省交通建设集团公司西商分公司，负责西商高速公路的运营管理[8]。
- 2012年8月14日，西商高速公路建成通车。
- 2012年8月21日，陕西省人民政府批复同意西商高速公路收取车辆通行费[9]。
- 2015年12月3日，西商高速公路通过竣工验收。

## 车辆通行费
西安至商州高速公路最终收费期限为20年，自2012年8月14日起至2032年8月13日止。若提前偿清贷款或遇国家公路收费政策调整，须立即停止收费或从其规定。
| 车型 | 类别             | 规格             | 费率标准 （元/车·公里） | 秦岭灞源隧道加收标准 （元/车次） |
| ---- | ---------------- | ---------------- | ----------------------- | -------------------------------- |
| 客车 | 第1类            | ≤7座             | 0.60                    | 10                               |
| 客车 | 第2类            | 8-19座           | 1.06                    | 20                               |
| 客车 | 第3类            | 20-39座          | 1.36                    | 30                               |
| 客车 | 第4类            | ≥40座            | 1.63                    | 40                               |
| 货车 | 计重收费基本费率 | 计重收费基本费率 | 0.12元/吨·公里          | 2.5元/吨·车次                    |

## 沿线设施列表
| 地区                                                                                         | 里程 | 类型                              | 名称            | 连接                | 说明 |
| -------------------------------------------------------------------------------------------- | ---- | --------------------------------- | --------------- | ------------------- | ---- |
| 西安市 灞桥区                                                                                | 0    | 枢纽 · 主线出入口                 | 田王 田王枢纽   | 泽柳路 西安绕城高速 |      |
| 西安市 蓝田县                                                                                | 16   | 出入口                            | 华胥            | 312国道             |      |
| 西安市 蓝田县                                                                                |      | 枢纽                              | 洩湖枢纽        | 蓝田联络线          |      |
| 西安市 蓝田县                                                                                | 29   | 枢纽 · 出入口                     | 蓝田东枢纽 蓝田 | 西安外环 312国道    |      |
| 西安市 蓝田县                                                                                |      | 停车场 · 加油设施 · 修车站 · 餐厅 | 蓝田东服务区    | 蓝田东服务区        |      |
| 西安市 蓝田县                                                                                | 44   | 枢纽 · 出入口                     | 玉山枢纽 玉山   | 渭玉高速 108省道    |      |
| 西安市 蓝田县                                                                                |      | 隧道                              | 穆家堰隧道      | 穆家堰隧道          |      |
| 西安市 蓝田县                                                                                |      | 隧道                              | 冯家湾隧道      | 冯家湾隧道          |      |
| 西安市 蓝田县                                                                                |      | 隧道                              | 王渠沟隧道      | 王渠沟隧道          |      |
| 西安市 蓝田县                                                                                |      | 隧道                              | 庙坪隧道        | 庙坪隧道            |      |
| 西安市 蓝田县                                                                                |      | 隧道                              | 黄土梁隧道      | 黄土梁隧道          |      |
| 西安市 蓝田县                                                                                |      | 隧道                              | 葫芦岔隧道      | 葫芦岔隧道          |      |
| 西安市 蓝田县                                                                                |      | 隧道                              | 王爬岭隧道      | 王爬岭隧道          |      |
| 西安市 蓝田县                                                                                |      | 隧道                              | 橡洼口隧道      | 橡洼口隧道          |      |
| 西安市 蓝田县                                                                                |      | 隧道                              | 李家涧隧道      | 李家涧隧道          |      |
| 西安市 蓝田县                                                                                |      | 隧道                              | 曹家山隧道      | 曹家山隧道          |      |
| 西安市 蓝田县                                                                                |      | 隧道                              | 万军逥隧道      | 万军逥隧道          |      |
| 西安市 蓝田县                                                                                |      | 停车场 · 飲料小吃                 | 灞源停车区      | 灞源停车区          |      |
| 西安市 蓝田县                                                                                | 61   | 出入口                            | 灞源            | 灞源                |      |
| 西安市 蓝田县                                                                                |      | 隧道                              | 尚村隧道        | 尚村隧道            |      |
| 市界                                                                                         |      | 隧道                              | 秦岭灞源隧道    | 秦岭灞源隧道        |      |
| 商洛市 商州区                                                                                |      | 隧道                              | 田家沟隧道      | 田家沟隧道          |      |
| 商洛市 商州区                                                                                |      | 隧道                              | 鹰咀岩隧道      | 鹰咀岩隧道          |      |
| 商洛市 商州区                                                                                |      | 隧道                              | 刘坡隧道        | 刘坡隧道            |      |
| 商洛市 商州区                                                                                |      | 隧道                              | 堡子山隧道      | 堡子山隧道          |      |
| 商洛市 商州区                                                                                |      | 隧道                              | 小黄川隧道      | 小黄川隧道          |      |
| 商洛市 商州区                                                                                |      | 停车场 · 加油设施 · 修车站 · 餐厅 | 商洛北服务区    | 商洛北服务区        |      |
| 商洛市 商州区                                                                                | 89   | 出入口                            | 腰市            | 313省道             |      |
| 商洛市 商州区                                                                                |      | 枢纽                              | 岔口铺          | 洛岔高速            |      |
| 商洛市 商州区                                                                                |      | 隧道                              | 韩村隧道        | 韩村隧道            |      |
| 商洛市 商州区                                                                                | 98   | 出入口                            | 板桥            | 242国道 312国道     |      |
| 商洛市 商州区                                                                                |      | 隧道                              | 岭底隧道        | 岭底隧道            |      |
| 商洛市 商州区                                                                                |      | 隧道                              | 黄沙岭隧道      | 黄沙岭隧道          |      |
| 商洛市 商州区                                                                                | 111  | 出入口                            | 商洛            | 312国道             |      |
| 商洛市 商州区                                                                                |      | 枢纽                              | 生王枢纽        | 商界高速 商州联络线 |      |
| 1.000 英里 = 1.609 千米；1.000 千米 = 0.621 英里 并行路段 • 已关闭／取消 • 限制进入 • 未开放 |      |                                   |                 |                     |      |